# Хајделбершки човек
Хајделбершки човек (лат. Homo heidelbergensis), изумрла врста или подврста праисторијског човека, која је насељавала Европу средином Плеистоцена (пре око 700 до 200 хиљада година). Еволутивно, ова врста настала је еволуцијом Усправних људи (понекад се сматра европском подврстом Усправног човека) досељених из Африке у Европу и представља заједничког претка Неандерталаца и Кромањонаца. Културно, ова врста припада старијем каменом добу.

## Карактеристике
Усправни човек (лат. Homo erectus) је прва врста праисторијских људи која је напустила Африку и освојила Европу и Азију (почев од пре 1,8 милиона година). Први остаци људског настањивања у средњој и јужној Европи датирани су на пре око 1,8 милиона година пре н.е. Обрађени облуци заједно са костима мастодоната откривени су код места Шилак, у Горњој Лоари (Француска). Појава Хајделбершког човека, као нове врсте (или подврсте Усправног човека) везује се за појаву две нове културе у обради камена у Европи: старије клактонијанске (пре 800-300 хиљада година) и млађе ашелске (пре 300-100 хиљада година). Ашелску културу одликује присуство бифацијалних алатки разног облика. Прве грубо обрађене бифацијалне алатке (абевилијенске или преашелске епохе) и прва оруђа на одбицима (тзв. клактонијанска култура) датирани су на пре око 800.000 година. Први трагови коришћења ватре (датирани на пре око 650 хиљада година) откривени су у пећини Ескале, на ушћу Роне. У Таутавелу (Источни Пиринеји) откривено је пребивалиште у пећини, датирано на пре око 450.000 година. Један део пећине очигледно је био намењен за обраду кремена. Истом периоду припадају и остаци ограђеног огњишта откривени у Вертезелесу (у Мађарској), који сведоче о владању ватром. Прве колибе (земунице), откривене у месту Тера Амата код Нице, са уређеним огњиштем заштићеним зидићем од камена у унутрашњости колиба, датиране су на пре оо 380.000 година. Појава нове мустеријанске културе обраде камена, датирана на пре око 200.000 година, везује се за појаву нове врсте човека у Европи, Неандерталца, за кога се верује да је еволуирао од Хајделбершког човека.